# Das Mikrozeitalter
Das Mikrozeitalter (chinesisch 微纪元, Pinyin wēi jìyuán) ist eine Science-Fiction-Kurzgeschichte des chinesischen Schriftstellers Liu Cixin, zuerst veröffentlicht im April 2001. Eine deutsche Übersetzung von Johannes Fiederling erschien am 14. Januar 2019 in der Sammlung Die wandernde Erde, veröffentlicht vom Heyne Verlag.

## Handlung
Der Protagonist kehrt nach einer langen aber erfolglosen interstellaren Mission auf der Suche nach einem neuen Heimatplaneten für die Menschheit ins Sonnensystem zurück. Die Sonne hat jedoch den die Mission veranlassenden Heliumblitz bereits abgegeben und die Erde in ein endloses Ödland verwandelt. Der Protagonist landet und entdeckt kleine Kuppeln, in denen winzige Menschen leben. Diese zeigen und erklären ihm daraufhin ihre Welt, in welcher sie von ihren eigenen Gebäuden springen können oder Bakterien als Haustiere halten. Über viele Generationen hinweg wurde ein Teil der Menschheit wegen der drohenden Krise auf ihre aktuelle Größe geschrumpft. Letztendlich entbrannte ein Krieg zwischen Makro- und Mikromenschen, welche Letztere grausam mithilfe von Mikrotechnologie (etwa zum Verbrennen von Sehnerven zur Erblindung) gewannen. Der Heliumblitz löschte die Makromenschen anschließend endgültig aus und die Mikromenschen bauten erneut eine Zivilisation aus (entsendeten etwa auch golfballgroße Raumschiffe zur Venus). Der Protagonist zeigt den Mikromenschen daraufhin sein Raumschiff und beide Parteien sind hellauf voneinander begeistert. Der Protagonist erkennt plötzlich die einzige für die perfekte Mikrowelt ausgehende Gefahr und verbrennt sämtliche eingefrorene Makroembryos.

## Übersetzungen
Das Mikrozeitalter wurde ebenfalls auf Englisch (2013 & 2016), Koreanisch (2019) und Spanisch (2019) übersetzt.

## Hintergrund
Im Jahr 2012 kaufte die China Film Group von Liu Cixin die Rechte an seinem Roman Supernova, seiner Novelle Die wandernde Erde sowie seiner Kurzgeschichte Das Mikrozeitalter. Im Jahr 2014 wurde die geplante Verfilmung Die wandernde Erde angekündigt. Im Jahr 2015 gab dessen späterer Regisseur Frant Gwo bekannt, dass die anderen beiden Projekte technisch aufwändiger wären und in einer abgelegeneren Zeit spielen, sodass weniger Identifikation zustande kommen würde, was letztendlich die Wahl der Umsetzung begründe.

## Kritik
Jaymee Goh schreibt auf Strange Horizons, dass die Erklärungsansätze besonders langweilig in den Erstkontaktgeschichten wie Gipfelstürmer, Weltenzerstörer und Das Mikrozeitalter sind, wo es kaum menschliches Drama gibt und die Protagonisten flach sind.